# Monchy-Saint-Éloi
Monchy-Saint-Éloi – miejscowość i gmina we Francji, w regionie Hauts-de-France, w departamencie Oise.
Według danych na rok 1990 gminę zamieszkiwało 1748 osób, a gęstość zaludnienia wynosiła 451 osób/km² (wśród 2293 gmin Pikardii Monchy-Saint-Éloi plasuje się na 159. miejscu pod względem liczby ludności, natomiast pod względem powierzchni na miejscu 979.).